# Burnside-probléma
A Burnside-problémát, mely a csoportelmélet egyik legrégibb és legnyugtalanítóbb problémája, 1902-ben fogalmazta meg William Burnside angol matematikus.
Burnside a következő kérdést tette fel: egy végesen generált csoport, melynek minden eleme véges rendű, szükségképpen véges csoport-e, vagy sem. A problémának több variánsát felvetették, melyekben a csoportokra vonatkozó feltételeket variálták meg.

## Története
A kezdeti felvetés pozitív választ várt. Például, ha a G csoportot m elem generálja, és minden elem rendje osztója négynek, akkor G véges. Sőt, A. I. Kostrikin és Efim Zelmanov eredményei szerint adott exponensre és adott generátorszámra egyértelmű a legnagyobb csoport.
Az általános kérdésre a válasz negatív. 1964-ben készült az első ellenpélda. A korlátos elemrendekre vonatkozó sejtést 1968-ban cáfolta meg Pjotr Novikov és Szergej Adian a 4381-nél nagyobb páratlan exponensekre. 1982-ben A. Yu. Ol'sanszkij ténylegesen talált ellenpéldát, amiben a kitevők nagyobbak voltak, mint 1010, és geometriai gondolatmenetet használva leegyszerűsítette a bizonyítást.
Páros kitevőkre már nehezebbnek bizonyult a feladat. 1992-ben S. V. Ivanov kinyilvánította, hogy ellenpéldát talált nagy kettőhatványokkal osztható elég nagy exponensekkel. A részletes bizonyítások 1994-ben jelentek meg 300 oldalon.
A hiperbolikus csoportok olyan csoportok, amik elláthatók szómetrikával úgy, hogy a csoport eleget tegyen a hiperbolikus geometria bizonyos tulajdonságainak. Ilyenek például a véges, és a végesen generált csoportok. Ol'sanszkij és Ivanov közös erővel cáfolta a Burnside-problémát a hiperbolikus csoportokra is. A 2, 3, 4-től és a 6-tól különböző kis kitevők ellenben még nem ismertek.

## Torziócsoportok
Egy G csoport torziócsoport, ha minden eleme véges rendű, más szóval, ha minden egyes g elemére van ng, hogy gng=1. A rend definíciója miatt minden véges csoport torziócsoport. Léteznek végtelen torziócsoportok is, például a p∞-Prüfer-csoportok. A p-Prüfer-csoportok értelmezhetők a p-hatványadik egységgyökök multiplikatív csoportjaként. Könnyen látható a szerkezetük, de nem generálhatók véges sok elemmel.
A kérdés: Ha G végesen generált torziócsoport, akkor szükségképpen véges? Erre a kérdésre Evgeny Golod és Igor Safarevics nemleges választ adott 1964-ben. Az általuk adott ellenpélda egy végtelen p-csoport volt, amiben az elemek rendjei nem korlátosak. Ez újabb kérdést vetett fel.

## Korlátos Burnside-probléma
Jevgenyij Golod és Igor Safarjevics ellenpéldája újabb kérdést vetett fel, ugyanis ebben az ellenpéldában az egyes elemek rendjei nem voltak közös korlát alatt.
Tegyük fel, hogy a G csoportban az egyes elemrendek korlátosak! Ekkor lesz egy olyan m hatvány, amire emelve minden elem a csoport egységelemét adja [forrás?]. A legkisebb ilyen m szám a csoport exponense.
A korlátos Burnside-probléma ezt kérdezi: Ha G egy n elemmel generált m exponensű csoport, akkor G szükségképpen véges?
A kérdéssel foglalkozva kiderül, hogy a probléma valójában egy végességi probléma. A B(n,m) szabad Burnside-csoportot n elem generálja, és minden g ∈ B(n,m)-re gm = 1, és B(n,m) a legnagyobb ilyen. Precízebben, ha G n elemmel generált m exponensű csoport, akkor van egy egyértelmű homomorfizmus, ami B(n,m) i-edik generátorát G i-edik generátorának felelteti meg. A csoportreprezentáció nyelvén: a B(n,m) szabad Burnside-csoport m generátorral adott, és wm=1 teljesül minden w szóra, és minden más csoport ebből kapható további relációk hozzávételével. A szabad Burnside-csoport létezése és (izomorfia erejéig) egyértelműsége következik az elemi csoportelmélet eredményeiből. Tehát, ha G n elemmel generált m exponensű véges csoport, akkor homomorf képe a szabad Burnside-csoportnak. Ezt felhasználva a probléma a következő alakot ölti:
Mely n, m-re lesz a B(n,m) csoport véges?
Maga Burnside elintézte a legegyszerűbb eseteket:
- n=1-re B(n,m) az m-edrendű ciklikus csoport.
- B(n,2) n darab 2 rendű ciklikus csoport direkt szorzata, ezért Abel.

Burnside, Sanov, M. Hall közös eredménye:
- B(n,3), B(n,4) és B(n,6) véges minden n-re.

B(2,5)-ről a 2005-ös állapotok szerint még azt sem lehet tudni, hogy véges-e. 
Az igazi áttörést Pjotr Novikov és Szergej Adian érte el 1968-ban. Bonyolult kombinatorikai gondolatmenettel mutatták meg, hogy minden m > 4381-re van végesen generált végtelen m exponensű csoport. Adian később az alsó korlátot 665-re javította a páratlan kitevőkre. A páros kitevők esete bonyolultabbnak bizonyult: 1992-ig kellett várni, hogy Szergej Vaszilijevics megoldja az analóg problémát. Eredményei szerint minden n > 1-re, és m ≥ 248-re, ami osztható 29-nel, a B(n,m) csoport végtelen lesz. Novikov, Adian és Ivanov is részletesebb jellemzést adott ezekről a csoportokról. Páratlan exponens esetén az összes véges részcsoport ciklikus; páros exponens esetén minden véges részcsoport részcsoportja két diédercsoport direkt szorzatának, így vannak nem ciklikus véges részcsoportok is. Sőt, a B(n,m) csoportokban a szóprobléma hatékonyan eldönthető.
A Tarski-féle monster csoportok egy híres ellenpéldát adó sorozat, amiben minden véges valódi részcsoport ciklikus, míg maga az egész csoport nem ciklikus. Az első példákat A. Yu. Ol'sanszkij konstruálta 1979-ben geometriai módszerekkel, igenlő választ adva O. Yu. Schmidt kérdésére. 1982 Ol'sanszkij megerősítette a saját eredményeit, miszerint minden elég nagy p prímre (nagyobb, mint 1075) van végesen generált végtelen csoport, amiben minden valódi véges részcsoport p rendű ciklikus csoport. Egy 1996-ban megjelent cikkükben Ivanov és Ol'sanszkij hiperbolikus csoportokra is megoldotta a Burnside-problémát elég nagy exponensekre.

## Korlátozott Burnside-probléma
Az 1930-ban felvetődött korlátozott Burnside-probléma azonban bebizonyosodott:
Ha tudjuk, hogy egy n elemmel generálható m exponensű csoport véges, akkor megbecsülhető-e G rendje csak n és m függvényében? Ekvivalensen, izomorfizmus erejéig véges sok m exponensű véges csoport generálható-e n elemmel?
Egy csoport exponense a legkisebb nem negatív szám, amely hatványra emelve a csoport összes eleme a csoport egységelemét adja.
A csoportelmélet alapvető eredményei szerint két véges indexű részcsoport metszete szintén véges indexű részcsoport lesz. Legyen M a szabad B(n,m) Burnside-csoport véges indexű részcsoportjainak metszete; ekkor M normálosztó B(n,m)-ben. Jelölje B0(n,m) a B(n,m)/M faktorcsoportot; ekkor minden n generátorú, m exponensű véges csoport B0(n,m) homomorf képe lesz. A korlátozott Burnside-probléma azt kérdezi, hogy ez a csoport véges-e.
A kérdést A. I. Kostrikin behatóan tanulmányozta az 1950-es években prím exponensekre. B0(m,p) végességére vonatkozó eredménye felhasználta a Lie-algebrák azonosságainak mély eredményeit. Efim Zelmanov az eredményeket kiterjesztette tetszőleges exponensre, amely eredménye 1994-ben Fields-érmet nyert.